# Hunteria congolana
Hunteria congolana là một loài thực vật có hoa trong họ La bố ma. Loài này được Pichon mô tả khoa học đầu tiên năm 1953.